# Рт Хорн
Хорн је најјужнији рт архипелага Огњена земља. Налази се на острву Хорнос. Припада Чилеу. Код овог рта се налази граница између Пацифика и Атлантика. Јужно од њега је Дрејков пролаз, између Огњене земље и Антарктика. Открили су га холандски морепловци Вилем Схаутен и Јакоб ле Мер 1616. године. Добио је име по холандском граду Хорн. До изградње Панамског канала, поморски пут преко рта Хорн и Магелановог мореуза је био једини могућ, да би се прешло из једног у други океан.